# Luba (Abra)
Pour les articles homonymes, voir Luba.
Luba est une municipalité située dans la province d'Abra, aux Philippines.